# هارتسونگن
هارتسونگن (به آلمانی: Harzungen) یک شهر در آلمان است که در Nordhausen واقع شده‌است. هارتسونگن ۲۱۶ نفر جمعیت دارد.